# Kawab
Kawab (k3-wˁb; „a tiszta lelkű”) ókori egyiptomi herceg a IV. dinasztia idején; Hufu fáraó és I. Merititesz királyné fia, Dzsedefré és Hafré fáraók féltestvére. Apja uralkodása alatt vezírként szolgált.
Valószínűleg még nagyapja, Sznofru uralkodása alatt született. Mivel viselte a király legidősebb, vér szerinti fia címet, valamint sírja előkelő helyen épült, azonkívül feleségül vette a rangidős hercegnőt, II. Hotephereszt, úgy tűnik, ő volt Hufu legidősebb fia és kijelölt örököse, azonban még apja halála előtt meghalt. Hufu utódja így Kawab öccse, Dzsedefré lett, aki feleségül vette Hotephereszt. A korábbi feltételezésnek, mely szerint Kawabot Dzsedefré ölette meg, az adott tápot, hogy Dzsedefrét nem Gízában temették el, hanem Abu Roasban, és piramisát súlyosan megrongálták, mára azonban bebizonyosodott, hogy a rongálást jóval később, a római korban követték el.
Kawab és Hotepheresz gyermekei:
- Kaemszehem herceg; a gízai G7660 sír tulajdonosa, szarkofágja ma a kairói múzeumban;[4]
- III. Mereszanh királyné, Hafré felesége;[5]
- Mindzsedef herceg; hogy Kawab fia, arra sírja, a G7760 elhelyezkedéséből következtettek;[5]
- Duaenhór herceg (?); talán Kawab fia; a G7550 sírba temették Menkauré uralkodása alatt.[6]

Kawab címei közt szerepeltek a következők: Anubisz papja; Szelket papja; A király vér szerinti fia; Örökös herceg; nemesember; a felső-egyiptomi tízek elöljárója; az egyetlen társ szeretetben; vezír. (A vezíri cím egy Mit Rahina-i szobron található.)

## Sírja
Kawabot a G 7110-7120 nagy kettős masztabasírba temették a gízai nekropolisz keleti részén. A G 7120 masztaba az övé volt, a G 7110 a felesége számára készült, akinek nevét a kápolnában említik. A bejárat egyik domborműve Kawabot anyja, Merititesz előtt ábrázolja. A masztaba részét négy temetkezési akna alkotta, ebből a G 7110 A jelűt sosem használták, a G 7110 B-t Hotepheresznek szánták, de nem fejezték be és nem használták, valószínűleg azért, mert a hercegnő ismét férjhez ment első férje halála után. A G 7120 A akna Kawab temetkezési helye, melyben megtalálták vörösgránit szarkofágját.
Halála után több évszázaddal II. Ramszesz fia, Haemuaszet rendbe hozatta Kawab szobrát a memphiszi templomban.